# María del Carmen Moreno Benítez
María del Carmen Moreno Benítez, född 24 augusti 1885 i Villamartín, Andalusien, död 1 september 1936 i Barcelona, Katalonien, var en spansk romersk-katolsk nunna och martyr. Hon vördas som salig i Romersk-katolska kyrkan, med minnesdag den 1 september.

## Biografi
María del Carmen Moreno Benítez avlade år 1914 sina eviga löften som salesiansyster. Hon undervisade vid flera salesianskolor och kom senare till ett ordenshus i närheten av Barcelona, där hon blev priorinna. I juli 1936 utbröt spanska inbördeskriget och de röda inledde förföljelser av katolska ordnar. Tillsammans med María Amparo Carbonell Muñoz mördades María del Carmen Moreno Benítez den 1 september 1936.
María del Carmen Moreno Benítez saligförklarades av påve Johannes Paulus II den 11 mars 2001.